# Volejbol'nyj klub Lokomotiv Novosibirsk
La Volejbol'nyj klub Lokomotiv Novosibirsk (in russo Волейбольный клуб Локомотив Новосибирск?) è un club di pallavolo maschile russo, con sede a Novosibirsk: milita nel campionato russo di Superliga.

## Storia
La società venne fondata nel 1977 con il nome di Nord ("Север" in russo). Fin dall'inizio partecipa al massimo campionato dell'Unione Sovietica, che vinse consecutivamente dal 1980 al 1984. Nel 1990, oltre al campionato terminato al 6º posto, partecipò come semifinalista alla Coppa CEV.
Partecipò fin dal primo anno alla nuova Superliga della Russia post-sovietica, ma il 9º posto al termine del campionato 1994-95 significò la retrocessione. La permanenza in Superliga B terminò nel 2003, ma dopo solamente un anno in massimo serie retrocesse nuovamente. Ritornò immediatamente in Superliga A, e vi rimase stabilmente, conquistando anche il 4º posto nel 2008. Questo risultato fu possibile grazie anche ad acquisti importanti, come lo statunitense William Priddy.
Nel 2009 raggiunse la finale della Coppa di Russia, ma venne sconfitta in finale dallo Zenit Kazan. Questo risultato permise la qualificazione ad una coppa europea, ma la società declinò l'invito, preferendo concentrarsi sulle competizioni nazionali. La scelta si rivelò azzeccata, e nel 2010 vinse la sua prima coppa nazionale, sconfiggendo in finale la Dinamo Mosca con il risultato di 3 a 1.
Inoltre, superando la fase a gironi della Champions League 2013, viene scelta come squadra ospitante della final four che si è svolta a Omsk, in Russia, qualificandosi così direttamente in semifinale. Nonostante parta da sfavorita, riesce a sconfiggere prima i cugini dello Zenit Kazan per 3-2 in semifinale e poi in finale la compagine italiana di Cuneo sempre per 3-2 vincendo così la prima Champions League del club di Novosibirsk e qualificandosi per la Coppa del Mondo 2013.
Nella stagione 2019-20, dopo aver concluso al primo posto la regular season, a seguito della chiusura anticipata del campionato per effetto della pandemia di COVID-19 si aggiudica per la prima volta il titolo nazionale.

## Rosa 2014-2015
| N° | Nome                | Ruolo | Data di nascita  | Nazionalità sportiva |
| -- | ------------------- | ----- | ---------------- | -------------------- |
| 1  | David Lee           | C     | 8 marzo 1982     | Stati Uniti          |
| 2  | Lukáš Diviš         | S     | 20 febbraio 1986 | Russia               |
| 4  | Artëm Vol'vič       | C     | 22 gennaio 1990  | Russia               |
| 8  | Pavel Moroz         | S/O   | 26 febbraio 1987 | Russia               |
| 9  | Stanislav Erëmin    | S     | 23 giugno 1985   | Russia               |
| 10 | Valerij Komarov     | L     | 21 marzo 1980    | Russia               |
| 11 | Denis Zemčënok      | S/O   | 11 agosto 1987   | Russia               |
| 12 | Aleksandr But'ko    | P     | 18 marzo 1986    | Russia               |
| 13 | Valentin Golubev    | L     | 3 maggio 1992    | Russia               |
| 14 | Aleksandr Abrosimov | C     | 25 agosto 1983   | Russia               |
| 15 | Oreol Camejo        | S     | 22 luglio 1986   | Cuba                 |
| 17 | Nikolaj Leonenko    | S     | 19 dicembre 1984 | Russia               |
| 18 | Konstantin Sidenko  | L     | 2 gennaio 1974   | Russia               |
| 19 | Oleg Samsonyčev     | P     | 22 marzo 1982    | Russia               |
| 20 | Il'jas Kurkaev      | C     | 18 gennaio 1994  | Russia               |

## Palmarès
- Campionato sovietico: 4

1980-81, 1981-82, 1982-83, 1983-84
- Campionato russo: 1

2019-20
- Coppa di Russia: 2

2010, 2011
- / Coppa della Siberia e dell'Estremo Oriente: 11

1982, 1985, 2000, 2009, 2010, 2011, 2012, 2013, 2014, 2015,
2016
- Champions League: 1

2012-13